# Kathie Browne
Jacqueline Katherine „Kathie“ Browne (* 19. September 1930 in San Luis Obispo, Kalifornien; † 8. April 2003 in Los Angeles, Kalifornien) war eine US-amerikanische Schauspielerin.

## Leben
Browne hatte 1957 ihren ersten kleinen Fernsehauftritt in der Serie The Gray Ghost. Es folgte eine Vielzahl von weiteren Auftritten in Fernsehserien wie etwa in Abenteuer unter Wasser (1960–1961), Perry Mason (1960–1965), Tausend Meilen Staub (1961), 77 Sunset Strip (1961–1964), Bonanza (1961–1964), Geächtet (1966), Hondo (1967) und Der Chef (1968–1974).
Filme, in denen sie spielte, sind unter anderem Der Tod kommt auf leisen Sohlen (1958), City of Fear (1959), The Underwater City (1962), Ein Goldfisch an der Leine (1964), The Brass Bottle (1964), Brainstorm (1965), Affäre in Berlin (1970), 43: The Richard Petty Story (1972) und Happy Mother's Day, Love George (1973). Sie ist die Produzentin des Films Die Crash-Company aus dem Jahr 1978, in welchem ihr Ehemann Darren McGavin eine Hauptrolle spielte. Das Paar war von 1969 bis 2003 verheiratet.

## Filmografie (Auswahl)

### Filme
- 1958: Der Tod kommt auf leisen Sohlen (Murder by Contract)
- 1959: City of Fear
- 1960: The Slowest Gun in the West (Fernsehfilm)
- 1960: Studs Lonigan
- 1960: Aschenblödel (Cinderfella)
- 1962: The Underwater City
- 1964: Ein Goldfisch an der Leine (Man’s Favorite Sport?)
- 1964: Mein Zimmer wird zum Harem (The Brass Bottle)
- 1965: Brainstorm
- 1970: The Forty-Eight Hour Mile
- 1970: Affäre in Berlin (Berlin Affair, Fernsehfilm)
- 1972: 43: The Richard Petty Story
- 1973: Happy Mother’s Day, Love George
- 1979: The Suicide’s Wife (Fernsehfilm)

### Fernsehserien
- 1957: The Gray Ghost (eine Folge)
- 1957: Rauchende Colts (Gunsmoke, eine Folge)
- 1959: Startime (eine Folge)
- 1960: Anwalt der Gerechtigkeit (Lock Up, eine Folge)
- 1960–1961: Abenteuer unter Wasser (Sea Hunt, drei Folgen)
- 1960, 1963: Wagon Train (zwei Folgen)
- 1960–1965: Perry Mason (vier Folgen)
- 1961: Cheyenne (eine Folge)
- 1961: Tausend Meilen Staub (Rawhide, drei Folgen)
- 1961: Bronco (eine Folge)
- 1961–1962: Shannon klärt auf (Shannon, zwei Folgen)
- 1961–1964: 77 Sunset Strip (vier Folgen)
- 1961–1964: Bonanza (sechs Folgen)
- 1962: Lawman (eine Folge)
- 1962: Surfside 6 (zwei Folgen)
- 1962: Have Gun – Will Travel (zwei Folgen)
- 1962–1963: Am Fuß der blauen Berge (Laramie, zwei Folgen)
- 1962–1965: Hazel (zwei Folgen)
- 1963: Sprung aus den Wolken (Ripcord, eine Folge)
- 1963: The Real McCoys (eine Folge)
- 1963: Hawaiian Eye (eine Folge)
- 1963: Die Leute von der Shiloh Ranch (The Virginian, eine Folge)
- 1963: Mein Onkel vom Mars (My favorite Martian, eine Folge)
- 1963: Temple Houston (eine Folge)
- 1964–1965: Alfred Hitchcock zeigt (The Alfred Hitchcock Hour, zwei Folgen)
- 1965, 1967: Verrückter wilder Westen (Wild Wild West, zwei Folgen)
- 1966: Geächtet (Branded, drei Folgen)
- 1966: Laredo (eine Folge)
- 1967: Immer wenn er Pillen nahm (Mr. Terrific, eine Folge)
- 1967: Hondo (16 Folgen)
- 1968: Big Valley (The Big Valley, eine Folge)
- 1968: The Name of the Game (zwei Folgen)
- 1968: Raumschiff Enterprise (Star Trek, eine Folge)
- 1968–1969: Der Außenseiter (The Outsider, zwei Folgen)
- 1968–1974: Der Chef (Ironside, drei Folgen)
- 1969: Mini-Max (Get Smart, eine Folge)
- 1971: Mannix (eine Folge)
- 1975: Detektiv Rockford – Anruf genügt (The Rockford Files, eine Folge)
- 1979: Fantasy Island (eine Folge)
- 1980–1981: Love Boat (The Love Boat, vier Folgen)